# NGC 3907
NGC 3907 est une galaxie lenticulaire située dans la constellation de la Vierge.  NGC 3907 a été découverte par l'astronome britannique John Herschel en 1788.

## Caractéristiques

### Distance
Sa vitesse par rapport au fond diffus cosmologique est de 6 398 ± 49 km/s, ce qui correspond à une distance de Hubble de 94,4 ± 6,7 Mpc (∼308 millions d'al).
À ce jour, une mesure non basée sur le décalage vers le rouge (redshift) donne une distance d'environ 68,100 Mpc (∼222 millions d'al). Cette valeur est à l'extérieur des valeurs de la distance de Hubble. Notons que c'est avec la valeur moyenne des mesures indépendantes, lorsqu'elles existent, que la base de données NASA/IPAC calcule le diamètre d'une galaxie et qu'en conséquence le diamètre de NGC 3907 pourrait être d'environ 32,9 kpc (∼107 000 al) si on utilisait la distance de Hubble pour le calculer.
NGC 3907 est une galaxie à noyau actif (AGN).

## Paire de galaxies
La galaxie à proximité sur la sphère céleste est PGC 36928 et elle est souvent désignée comme NGC 3907B,. Dans le Uppsala General Catalogue, elle porte le numéro 6793. La distance de Hubble d'UGC 6793 est de 97,2 ± 6,8 Mpc (∼317 millions d'al), semblable à la distance de NGC 3907. D'ailleurs, selon I.D. Karachentsev, NGC 3907 et UGC 6793 forment une paire de galaxies.